# Clupeonella engrauliformis
Clupeonella engrauliformis är en fiskart som först beskrevs av Borodin, 1904.  Clupeonella engrauliformis ingår i släktet Clupeonella och familjen sillfiskar. Inga underarter finns listade i Catalogue of Life.